# Nkwazi FC
Der Nkwazi Football Club ist ein Fußballverein aus der sambischen Hauptstadt Lusaka. Der Verein wurde 1978 gegründet und spielt in der Zambian Premier League, der höchsten Spielklasse Sambias.

## Stadion

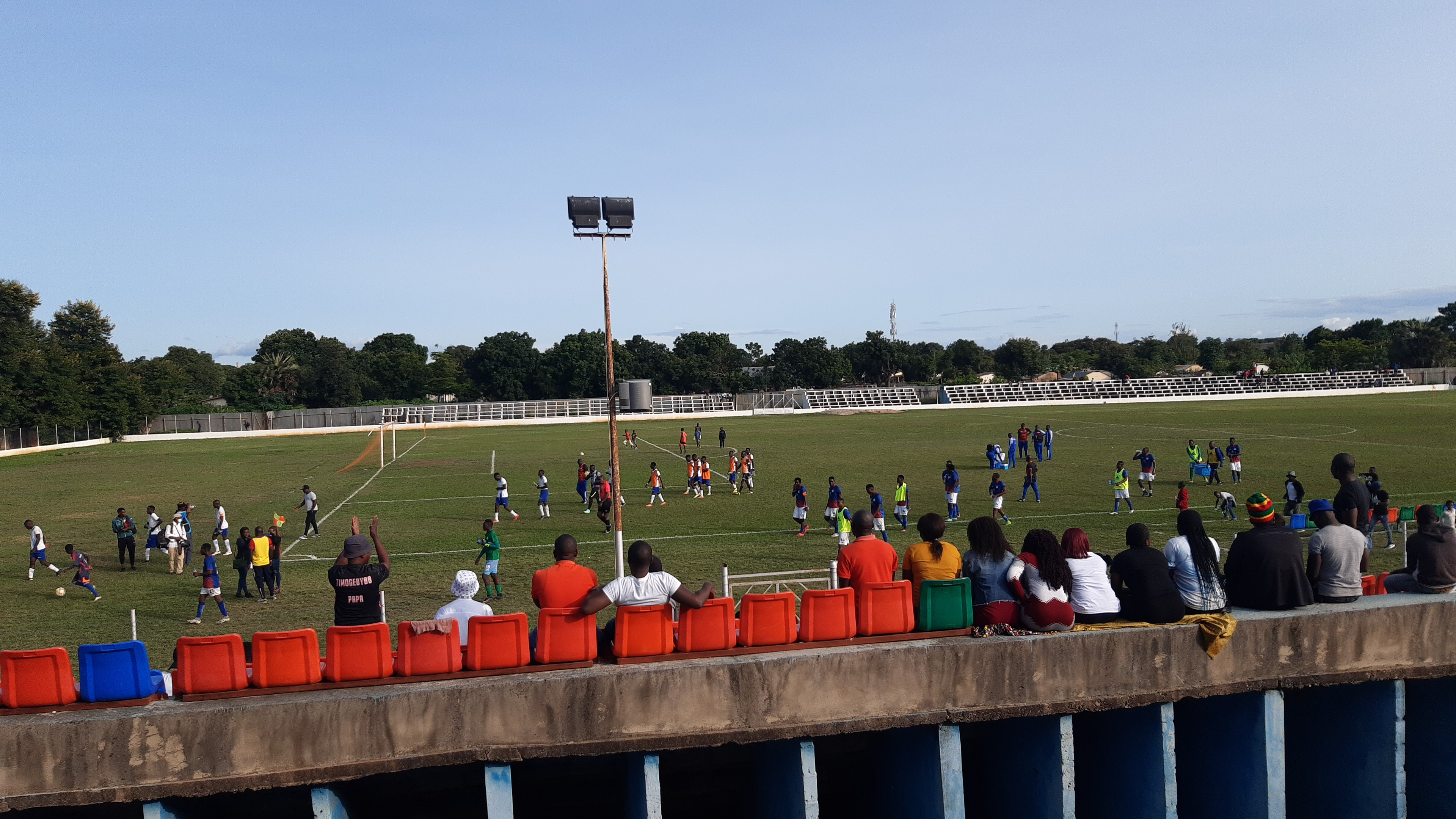
Edwin Imboela Stadium9

Der Verein trägt seine Heimspiele im Edwin Imboela Stadium in Lusaka aus. Das Stadion hat ein Fassungsvermögen von 6000 Personen.